# NTU 프로그램
NTU (New Threat Upgrade)은 기존 순양함 및 구축함의 능력을 개선하고 현대화하여 더 오래 사용할 수 있도록하는 미 해군 프로그램이다. 그것은 당시 로널드 레이건 대통령의 600척 해군 계획 의 핵심 요소였다.

## 역사

### 냉전 소요
80년대 말, 냉전이 사실상 종식되던 시기의 미 해군은 스프루언스급 구축함같은 낡은 군함들이 있었다. 80년대엔 타이콘데로가급 순양함 같은 이지스함들이 개발돼 있었고 미국은 이런 기술이 있었지만, 대다수의 퇴역함들이 문제였다. 이들은 이지스함보다 대공능력이 떨어졌는데도 매우 많은 숫자들였고, 이들을 교체하자니 예산도 많이 들었다. 당시 로널드 레이건 행정부는 군비삭감을 했다. 따라서, 이지스함에 준하는 성능을 가진 군함으로 업그레이드하는 사업인 NTU 프로그램을 벌였다. 비유하자면, 이지스함은 새로 뽑은 스포츠카여서 성능이 우수하지만, NTU함은 폐차시킬 때가 다 된 대형차 2대의 부품을 1대에다 몰아넣어서 합체시키고 2배의 성능을 내게 하는등 개량을 억지로 해서 스포츠카의 성능을 내는 것과 비슷한 상황이다.

### 추진 배경
1980년대는 미국과 소련의 군비경쟁이 격해졌던 시대였는데, 미국 경제학자들이 "GDP의 5퍼센트를 군비로 지출하면 경제에 위험신호다."라고 발언했었다. 그런데 미국은 5퍼센트였고, 소련은 15퍼센트였다. 1980년, 미국의 국방비는 2,700억 달러, 소련은 4,000억 달러였다. 80년대는 소련이 미국의 국방비를 넘어선 시대였다. 이 때문에 로널드 레이건 행정부는 600척 함대 프로그램을 천명하고, NTU 사업을 밀어붙인다. 미국의 낡은 군함들을 모두 신형 기술였던 이지스함에 못지 않는 대공 방어 능력을 가진 NTU 군함으로 개조하는게 목적였다.

### 사업 취소
1980년대에 NTU함이 본격적으로 나왔다. USS  Mahan  (DDG-42) 은 향상된 Standard Missile Two Block II (Extended Range)를 사용하여 Terrier New Threat Upgrade (NTU) 전투 시스템을 설치하고 테스트했다. 테스트는 1981년 10월부터 1985년 3월까지 지속되었었다. 그러나 냉전이 끝났고 이지스함이 오히려 가성비가 더 좋아서 사업은 취소됐다. 결국, 많은 돈을 들여 개발했던 NTU 사업의 기술과 노하우는 고스란히  오스트레일리아, 대만,  한국으로 수출됐다.

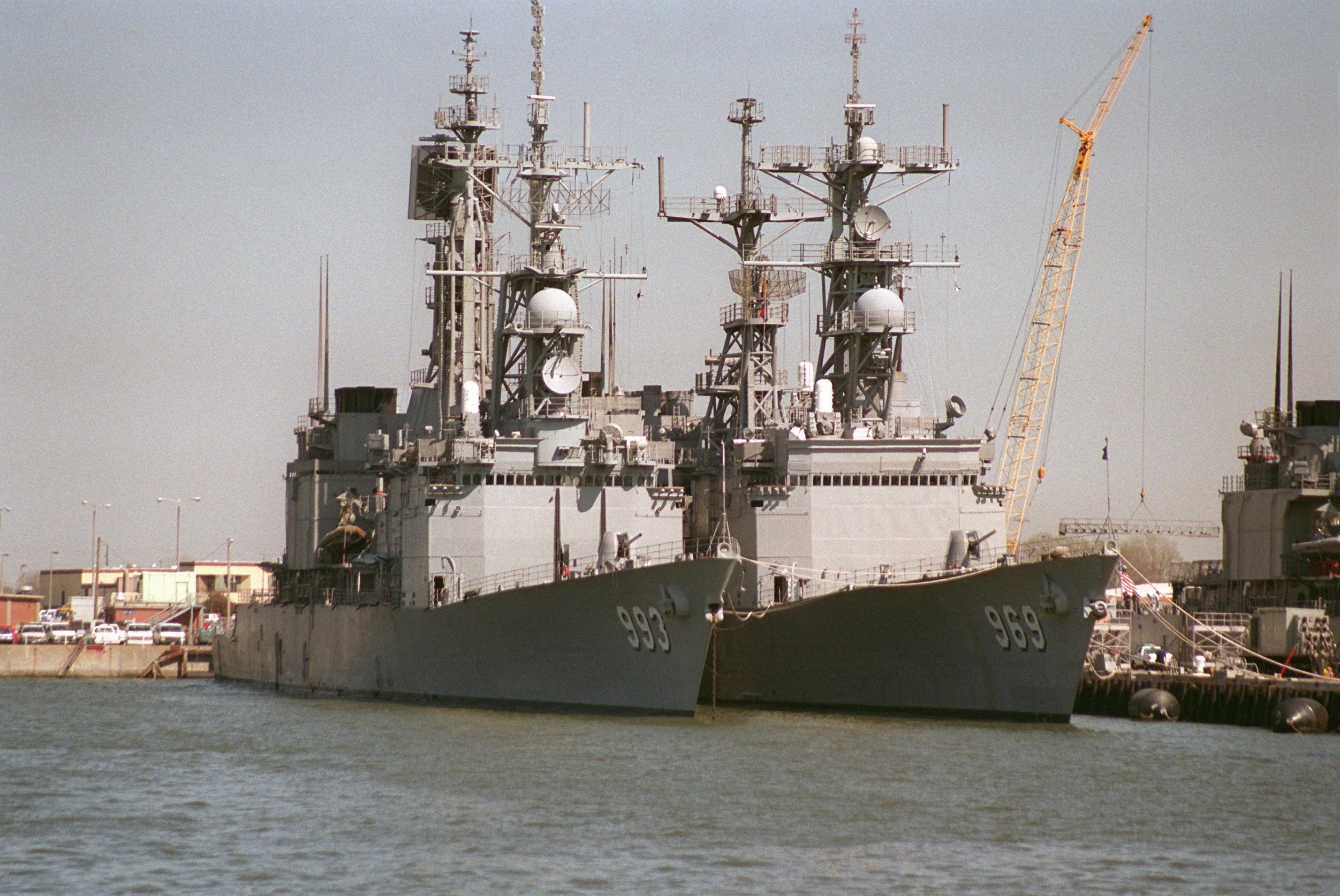
키드급 구축함(좌)과 스프루언스급 구축함(우)이 같이 있는 모습이다.

### 무기 수출 관련 역사

#### 대만
대만에 수출된 NTU함은 키드급 구축함이다. 원래  이란에게 수출될 예정이었으나, 친미정부인 팔레비 왕조가 혁명으로 실권하고, 이란이 반미국가로 돌아서자, 미국은 이란행을 취소하고 대만에게 판매했다. 256개 목표물을 탐지하고 10개의 표적을 동시에 미사일 조준할 수 있기 때문에 10개의 공중표적이 공격해올지라도, 맞서 싸울 수 있다. 동시교전능력이 10개다. 대만은 2020년대에도 키룽급이라는 이름으로서 키드급 구축함을 운용중이다.

#### 이란
이란은 친미정부인 팔레비 왕조일 때, 미국에게서 그 당시 최고급 무기를 구매했다. 페르시아만을 국방하기 위한 방공구축함 6척을 주문했으나, 미 의회에서 스프루언스급 구축함의 건조 인프라 재가동을 반대해서 4척으로 축소하고 대신, 스프루언스급 구축함을 기반으로 여러 성능을 향상시키고 개조한 키드급 구축함을 개발해냈다. 70년대~80년대 당시 지금의 F-22 랩터와 비견되는 세계최강의 전투기로 평가받았던 F-14 톰캣도 70대 구매했다. 그러나 이란 혁명이 터지고 친미정부인 팔레비 왕조가 무너지고, 반미정부가 드러서자 미국은 키드급 납품을 취소한다. 대신 F-14 톰캣 70대를 보유하는데 성공한 이란은 1980년대 당시 중동 지역에서 최강의 공군력을 갖게 됐다.

#### 한국
한국에겐 KD-2, 즉, 충무공이순신급 구축함에 이 기술이 적용됐다. 그러나 한국의 경우 대공능력에 대한 전문가들의 지적이 끊이질 않는데, 레이더 AN/SPS-49는 지도상의 2차원 표적 위치 밖에 알 수 없어서 높이를 모르며, STIR-240 레이더는 높이를 잴 수 있으나, 원래 STIR-240이나 STIR 레이더는 탐지가 목적이 아니라 사격통제 레이더라서 조준하는 능력에 초점을 맞춘 장비다. 더불어 탐지거리도 100km에서 130km 내외다. 따라서 한 번에 1개 표적 밖에 탐지를 못 하는데다 배 1척에 STIR 2개가 전부다. 동시교전능력은 20km~100km 거리에서는 2개 밖에 안 된다.
충무공이순신급 구축함으로부터 20km 거리까지 표적이 접근해 들어오면, 3차원 탐지가능한 MW-08 레이더가 최대 100개 목표물을 탐지할 수 있지만, 문제는 20km까지 적의 비행체가 들어온다는 시점에서 이미 매우 위험하고 너무 불리한 상황이다. 일반 여객기나, 일반 대함 미사일, 순항미사일 같은 속도의 아음속 비행체도 1분에 15km는 간다. 20km 거리에서  충무공이순신급 구축함이 요격에 실패할 경우, 남은 시간은 80초 내외정도다. 방공구축함이 요격 미사일로 대공 요격 교전을 하는 과정인 아래와 같은
- 여러개의 대공 탐색 레이더로 공중 표적 탐지
- 슈퍼 컴퓨터로 여러개의 레이더 탐지정보 융합 작업
- 교전 스케줄을 작성해서 사격 우선순위별로 표적 정리
- 교전 정보 업데이트
- 표적 좌표 데이터를 대공 미사일에 입력해서 발사
- 사격통제 레이더와 지령기로 수정 데이터를 대공 미사일에 실시간 업데이트

이 과정을 80초 안에 처리해야하는 촉박함이 있다. 배에 부딪히기 전 20초를 제외하면 60초 안에 이 작업을 처리해야 한다. 물론 구축함에 있는 슈퍼컴퓨터의 처리속도가 빠르고, 미국제 Mk 수직발사대는 10초에 4발의 미사일을 발사할 정도로 연사 속도가 빠르다. 그리고 적이 20km까지 접근한 시점에서는 10개 이상의 표적과 동시교전할 수 있다. 하지만 대만과 호주가 쓰는 NTU기술로 기반된 군함들은 100km 거리에서도 적의 전투기를 상대로 1대10으로 싸울 수 있으나, 같은 조건에서 대한민국의 충무공이순신급 구축함은 1대2다.

##### 문제 있는 군함의 도입 배경
충무공이순신급 구축함을 도입할 당시 한국은 외환 위기였다. 거대한 군함을 건조해서 국민에게 전시하고 신뢰를 받으려면 레이더 같은 민간인, 국민들의 눈에 잘 안띄는 걸 떼서 부족한 예산을 충족하는 수 밖에는 배를 완성시킬 방법이 없었다. 전시 군대로서

##### 비슷한 시기에 건조된 일본의 같은 크기의 구축함
무라사메급 구축함 (1994년)은 이순신급과 비슷한 시기에 건조된 군함인데, 레이더 탐지거리 400km인 OPS-24 대공 레이더와 동시교전능력 10개 이상인 FCS-2 사격통제 레이더, 미국 이지스함하고 같은 슈퍼 컴퓨터를 썼다. 실제로 무라사메급 구축함, 다카나미급 구축함이 쓰는 AN/UYQ-21는 알레이버크급 구축함 초기형도 쓰고 있다.

## 설계

### 이지스함과 NTU함의 성능 차이
NTU함을 시험 평가한 결과, 대공 요격 능력에 있어, 이지스함과 동등이상의 성능을 보여주었다. 일부 성능은 이지스함보다 나은 점도 있었다.
|                    | 이지스 전투 시스템 | 이지스 전투 시스템                               | NTU 시스템          | NTU 시스템                                               |
| 역할               | 부품               | 스펙                                             | 부품                | 스펙                                                     |
| ------------------ | ------------------ | ------------------------------------------------ | ------------------- | -------------------------------------------------------- |
| 공중 표적 탐지     | AN/SPY-1 4기       | 전투기 크기를 450km거리서 3차원 표적 완벽히 탐지 | AN/SPS-49, STIR-240 | 전투기 크기를 460km거리 2차원 탐지 /130km 높이 한정 탐지 |
| 탐지정보 개선      | AN/UYK-43/44       | 1990년대 슈퍼 컴퓨터                             | AN/SYS-2 IADT       | 1980년대 슈퍼 컴퓨터                                     |
| 사격 우선순위 정리 | AN/UYQ-70          |                                                  | WDS Mk.14           |                                                          |
| 교전 정보 업데이트 | AN/UYQ-70          | Mk.74 GMFCS                                      |                     |                                                          |
| 대공 미사일 발사   | RIM-66 스탠더드    |                                                  | RIM-66 스탠더드     |                                                          |
| 사격 통제 레이더   | AN/SPG-62 2기      | 305km 탐지,                                      | STIR-240 2기        | 130km 탐지,                                              |

### NTU함들의 실제 부품
|                    | NTU 시스템          | 대만 키룽급                    | 대만 키룽급          | 한국이순신급        |
| 역할               | 부품                | 부품                           | 스펙                 | 부품                |
| ------------------ | ------------------- | ------------------------------ | -------------------- | ------------------- |
| 공중 표적 탐지     | AN/SPS-49, STIR-240 | AN/SPS-48E                     | 450km 3차원 대공탐지 | AN/SPS-49, STIR-240 |
| 탐지정보 개선      | AN/SYS-2 IADT       | AN/SYS-2 IADT                  |                      | AN/SYS-2 IADT       |
| 사격 우선순위 정리 | WDS Mk.14           | WDS Mk.14                      |                      | WDS Mk.14           |
| 교전 정보 업데이트 | Mk.74 GMFCS         | Mk.74 GMFCS                    |                      | Mk.74 GMFCS         |
| 대공 미사일 발사   | RIM-66 스탠더드     | RIM-66 스탠더드                |                      | RIM-66 스탠더드     |
| 사격 통제 레이더   | STIR-240 2기        | AN/SPG-60 1기, AN/SPG-51D 2기, | 10개 동시교전        | STIR-240 2기        |

### 이지스함들의 실제 부품
|                    | 이지스함        | 미국 알레이버크급 | 한국 세종대왕급 | 한국 세종대왕급        | 일본 무라사메급 (일본형 이지스함) | 일본 무라사메급 (일본형 이지스함) |
| 역할               | 부품            | 부품              | 부품            | 스펙                   | 부품                              | 스펙                              |
| ------------------ | --------------- | ----------------- | --------------- | ---------------------- | --------------------------------- | --------------------------------- |
| 공중 표적 탐지     | AN/SPY-1 4기    | AN/SPY-1 4기      | AN/SPY-1 4기    | 450km 탐지             | OPS-24 1기                        | 440km 탐지                        |
| 탐지정보 개선      | AN/UYK-43/44    | AN/UYK-43/44      | AN/UYK-43/44    | 90년대 슈퍼 컴퓨터     | OYQ-9, AN/UYK-43                  | 90년대 슈퍼 컴퓨터                |
| 사격 우선순위 정리 | AN/UYQ-70       | AN/UYQ-70         | AN/UYQ-70       |                        | AN/UYQ-21                         |                                   |
| 교전 정보 업데이트 | AN/UYQ-70       | AN/UYQ-70         | AN/UYQ-70       |                        | AN/UYQ-21                         |                                   |
| 대공 미사일 발사   | RIM-66 스탠더드 | RIM-66 스탠더드   | RIM-66 스탠더드 | 사거리 170km, 20G 기동 | RIM-162 ESSM                      | 사거리 50km이상, 50G 기동         |
| 사격 통제 레이더   | AN/SPG-62 2기   | AN/SPG-62 2기     | AN/SPG-62 3기   | 16개 동시교전          | FCS-2 2기                         | 8개 동시교전                      |
| 이지스 소프트웨어  |                 | 베이스라인7       | 베이스라인7     |                        |                                   |                                   |

#### 이지스 소프트웨어
현대의 많은 첨단 무기들이 그렇듯이 이지스함 역시 소프트웨어가 대단히 중요하다. 일본은 이지스함 전용 소프트웨어를 미국에 수출까지 하는 나라인데, 일본의 이지스함들에도 소프트웨어가 탑재되어 있다.
- 대한민국 - 세종대왕급 BATCH-1 구축함(베이스라인7)
- 일본 - 무라사메급 구축함(베이스라인3)
- 일본 - 아타고급 구축함(베이스라인7)
- 일본 - 곤고급 구축함(베이스라인4 혹은, 5)
- 대한민국 - 세종대왕급 BATCH-2 구축함(베이스라인9)
- 일본 - 추가건조 아타고급 구축함(베이스라인9)

### 가격대 성능비 여부
해군은 자본주의적인 군대다. 미국,일본,중국같은 세계 경제 3위권 경제대국들이 방공구축함 보유량 역시 세계 3위권인건 우연이 아니다. 소련도 1950년대 당시, 미국하고 대등한 항공모함을 건조하여 경쟁하는게 불가능하다는 군 내부의 목소리가 올라올 정도로 소련의 경제력으론 미국 해군과 정상적인 경쟁이 불가능했다. 미국 경제력의 30%도 안되는 소련으로선 독일처럼 잠수함같은 비대칭 전력으로 경쟁하는 것만이 싸울 방법이었다. 1980년대 레이건 정부가 한 NTU 사업의 본연의 목적은 바로 가격대 성능비에 있다. 기존의 구형 구축함들을 유지보수만 잘 해준다면 업그레이드 한 번으로 21세기까지 쓸 생각였다. 레이건 대통령의 600척 해군 계획을 실현시켜주는 중추적인 역할을 하는 계획였다.

#### 건조비용
- 일본 - 아키즈키급(레이더 500km 탐지급 성능) 1척 건조비 : 8천억원(700억-750억엔,건조연도 2010-2012년)
- 일본 - 무라사메급(레이더 400km 탐지급 성능) 1척 건조비 : 6천억원(609억 3천만엔엔,건조연도 1994-2000년)
- 일본 - 아사기리급(레이더 400km 탐지급 성능) 1척 건조비 : 4천억원(432억 7천700만엔,)
- 한국 - 충무공이순신급(레이더 17km 탐지급 성능) 1척 건조비 : 5천억원~7천억원(건조연도 2002-2006년)
- 한국 - 세종대왕급(레이더 450km 탐지급 성능) 1척 건조비 : 9천억원~1조원 (건조연도 2007-2011년)
- 미국 - 알레이버크급 구축함 플라이트I(레이더 450km 탐지급 성능) 1척 건조비 : 6천억원(건조연도 1991-1997년)
- 미국 - 알레이버크급 구축함 플라이트III(레이더 2,000km 탐지급 성능) 1척 건조비 : 1조 8천억원
- 중국 - 055형 구축함(레이더 400km 탐지급 성능) 1척 건조비 : 1조원(200억위안)
- 영국 - 45식 구축함(레이더 400km 탐지급 성능) 1척 건조비 : 1조 8천억원

#### 세종대왕급의 한척당 연간유지비 (2013년 자료)
- KDX-III(세종대왕급) : 514억원
- KDX-II(충무공이순신급) : 63억원
- KDX-I(광개토대왕급) : 57억원

## 같이 보기
- 미 해군 500척 함대계획
- 냉전
- 키드급 구축함
- 스프루언스급 구축함